# دستور فانواتو
دستور جمهورية فانواتو هو القانون الأسمى لأمة فانواتو. اُعتمد الدستور يوم استقلال فانواتو في ال 30 من يوليو 1980. وعُدل عام 2006.
اعتمد النظام القانوني لفانواتو في بناءه على القوانين الإنجليزية والقانون المدني الفرنسي والقانون العرفي للسكان الأصليين.
ولا تزال الكثير من تشريعات المملكة المتحدة تطبق في فانواتو. على سبيل المثال، قانون البراءات المعتمد في فانواتو هو قانون يرجع إلى قانون «تسجيل البراءات بالمملكة المتحدة»، ونفي الشيء بالنسبة للعلامات التجارية، اعتمد قانون «تسجيل العلامات التجارية للمملكة المتحدة».

## نظام الحكم
نظام الحكم بفانواتو جمهوري، وتتمثل السلطة التنفيذية في رئيس الجمهورية ورئيس الوزراء ونائبه، وينتخب رئيس الجمهورية لفترة رئاسية تبلغ خمس سنوات.
ينتخب رؤساء البرلمان والمجلس الإقليمي الرئيس لمدة خمس سنوات. ويُعدُّ دور الرئيس دورًا تشريفيًّا، تتكون السلطة التشريعية من مجلس واحد هو البرلمان ويتكون من 52 عضو، ومدة عضويتهم أربع سنوات، وبالنسبة للسلطة القضائية تعد المحكمة العليا هي أعلى سلطة قضائية في البلاد، ويقوم رئيس الجمهورية بتعيين رئيسها، بعد التشاور مع كل من رئيس الوزراء وزعيم المعارضة، كما يقوم رئيس الجمهورية بتعيين ثلاثة قضاة آخرين في المحكمة بناء على نصيحة لجنة الخدمات القضائية.
يوجد بفانواتو عدد من الأحزاب السياسية مثل اتحاد أحزاب الوسط، حزب أرضنا (فانواتو)، حزب فانواتو الوطني المتحد، الحزب الميلانيزي التقدمي.

## وصلات خارجية
- بوابة الحكومة